# Oelkinghausen
Oelkinghausen, zeitweise auch in der Schreibweise Ölkinghausen, ist einer von neun Ortsteilen der Stadt Ennepetal im Ennepe-Ruhr-Kreis, Nordrhein-Westfalen. Bis 1923 war Oelkinghausen eine selbstständige Landgemeinde im Amt Ennepe. Die Zahl der Einwohner betrug im Mai 2020 579.
Der Ortsteil liegt im Westen und Südwesten von Ennepetal und grenzt an die Nachbarstädte Wuppertal und Schwelm.  Er berührt mit einem kleinen Stück seiner Grenze die Wupper und den Beyenburger Stausee. Der Ortsteil und ehemalige Gemeinde Oelkinghausen wurde nach dem gleichnamigen Hof Oelkinghausen benannt, der heute Teil des großen Gewerbegebiets Oelkinghausen ist.

## Geschichte
Der Ursprung Oelkinghausens lag in der mittelalterlichen Bauerschaft Oelkinghausen im Gericht Schwelm des märkischen Amts Wetter. Nach der Eroberung durch Napoleon Bonaparte wurde die Grafschaft Mark von dessen Schwager Joachim Murat am 24. April 1806 zusammen mit dem bereits zuvor annektierten linksrheinischen Herzogtum Kleve, den rechtsrheinischen Herzogtum Berg, den Grafschaften Dortmund, Limburg, sowie dem nördlichen Teil des Fürstentums Münster und weiteren Territorien zu dem Großherzogtum Berg vereint.
Bald nach der Übernahme begann die französische Verwaltung im Großherzogtum, neue und moderne Verwaltungsstrukturen nach französischem Vorbild einzuführen. Bis zum 3. August 1806 ersetzte und vereinheitlichte diese Kommunalreform die alten märkischen Herrschaften und Ämter (Siehe Herzogtum Berg#Ämter). Sie sah die Schaffung von Départements, Arrondissements, Kantone und Munizipalitäten (ab Ende 1808 Mairies genannt) vor und brach mit den alten Adelsvorrechten in der Kommunalverwaltung. Am 14. November 1808 war dieser Prozess nach einer Neuordnung der ersten Strukturierung von 1806 abgeschlossen, die alten Bauerschaften blieben dabei häufig erhalten und wurden als Landgemeinden den jeweiligen Mairies oder Kantonen zugeordnet. Die Bauerschaft Oelkinghausen wurde hierbei als Landgemeinde der Mairie Ennepe im Kanton Schwelm des Arrondissement Hagen zugeordnet.
1813 zogen die Franzosen nach der Niederlage in der Völkerschlacht bei Leipzig aus dem Großherzogtum ab und es fiel ab Ende 1813 unter die provisorische Verwaltung durch Preußen im sogenannten Generalgouvernement zwischen Weser und Rhein, die es 1815 durch die Beschlüsse des Wiener Kongreß endgültig zugesprochen bekamen. Mit Bildung der preußischen Provinz Westfalen 1815 wurden die vorhandenen Verwaltungsstrukturen im Großen und Ganzen zunächst beibehalten und unter Beibehaltung der französischen Grenzziehungen in preußische Landkreise, Bürgermeistereien und Gemeinden umgewandelt. Oelkinghausen wurde nun zu einer Landgemeinde in der Bürgermeisterei Ennepe des Landkreises Hagen.
1839 war Oelkinghausen in die zwei Schulbezirke Büttenberg (Täler der Heilenbecke und der Rahlenbecke) und Stuken (Täler des Spreeler Bachs und der Wupper) aufgeteilt. Hinzu kamen noch einzelne Orte in den benachbarten Linderhauser und Gevelsberger Schulbezirken. Zu den Orten und Wohnplätze Oelkinghausens zählten zu dieser Zeit (originale Schreibweise):
- Schulbezirk Büttenberg: An der Aufsicht, Auf dem Bäuken, In der Becke, am Büttenberg, Kollenbusch, im Gevelhof, im Grimmelsberg, am Hagelsiep, auf der Halsenbecke, am Hasenack, in der Hembecke, in der Heilenbecke, Hilgenplatz, im Kämpfen, Kahlenbecke, am Knappe, an der Landwehr, am Möncherberg, Oelkinghausen, in der Rahlenbecke, Rüßfeld, am Scharpenberg, am Schievelbusch, Neu-Schievelbusch und Wuppermannshof.
- Schulbezirk Stuken: im Ackersiepen, in Berken, Drever Hof, auf Dürholz, Friedfeld, an der Fuhr, im Haßeley, auf der Heide, Hilleringhausen, im Hinnenberg, vor dem Holte, Holthausen, Klinke, Hölzerne, Knallhütte, Lindenbaum, am Schemm, Spreel, oberste Steinbrink, unterste Steinbrink, am Strunke, in den Stuken, Auf den Stöcken, am Thünken, in der Uhlenbecke, auf Windgarten, Wolfshövel, auf´m Wäschenholt und am Zippe.
- Zu den Schulbezirken Linderhausen und Gevelsberg: im Holte, auf dem Strücken, im Mönnichhof und auf dem Stüting.

1818 lebten zusammen 865 Einwohner in der Gemeinde Oelkinghausen. Laut der Ortschafts- und Entfernungs-Tabelle des Regierungs-Bezirks Arnsberg besaß die Gemeinde 1838 eine Einwohnerzahl von gesamt 1.603, die sich in 71 katholische und 1.532 evangelische Gemeindemitglieder aufteilte. Die Wohnplätze der Bürgermeisterei umfassten zusammen vier öffentliche Gebäude und Schulen, 556 Wohnhäuser, 101 Fabriken und Mühlen und 238 landwirtschaftliche Gebäude.
Mit Inkrafttreten der preußischen Landgemeindeordnung für die Provinz Westfalen wurde 1843 die übergeordnete Bürgermeisterei Ennepe in das Amt Ennepe umgewandelt, Oelkinghausen verblieb dabei im Gemeindeverband. Am 1. April 1887 wurde der Kreis Schwelm aus dem westlichen Teil des Landkreises Hagen neu gegründet. Das Amt Ennepe mit Oelkinghausen gehörte nun den neuen Kreis an.
Das Gemeindelexikon für die Provinz Westfalen von 1887 gibt für die Gemeinde Oelkinghausen eine Einwohnerzahl von 2.039 an (1.860 evangelischen, 140 katholischen und 39 sonstig christlichen Glaubens), die in 60 Wohnplätzen mit zusammen 182 Wohnhäuser und 289 Haushaltungen lebten. Die Fläche der Gemeinde (1.633 ha) unterteilte sich in 327 ha Ackerland, 92 ha Wiesen und 859 ha Wald.
Zusätzlich zu den oben genannten werde folgende Wohnplätze aufgeführt: Heedt, Kühlchen, Mühlenfeld, Bahrhäuschen, Büschenhäuschen, Holberg, Knapperhammer, Königsfeld, Oberholthausen, Schultenhof und Timpen. In der Ausgabe für 1895 kamen Hoffnung, Friedheim, Janshäuschen, Holthauserhammer, Thal und Zweilshäuschen hinzu.
Am 1. April 1923 wurde die Gemeinde Oelkinghausen aufgelöst und zusammen mit den ebenfalls aufgelösten Gemeinden Mühlinghausen und Schweflinghausen zur Gemeinde Milspe zusammengeschlossen. Das übergeordnete Amt Ennepe wurde zugleich in das Amt Milspe umbenannt, das nun nur aus der Gemeinde Milspe bestand. Am 1. Juni 1937 wurden die Gemeinden Milspe und Voerde zum Amt Milspe-Vörde zusammengeschlossen, das wiederum am 1. April 1949 in die Stadt Ennepetal umgewandelt wurde. Oelkinghausen ist seitdem ein offizieller Ortsteil von Ennepetal.